# 20 квітня
20 квітня — 110-й день року (111-й у високосні роки) в григоріанському календарі. До кінця року залишається 255 днів.

## Свята і пам'ятні дні

### Міжнародні
- ООН: Міжнародний день китайської мови

### Національні
- Венесуела: День декларації про незалежність.
- Мексика: День захисту дітей. (Día del Niño).
- Бразилія: День дипломатії (день народження барона Жозе Ріу Бранку, «отця бразильської дипломатії»).

### Релігійні
Православні:
- Преподобного Феодора Трихини.
- Святителів Григорія і Анастасія Синаїта.
- Патріархів Антіохійських.
- Преподобного Анастасія, ігумена Синайської гори.
- Мученика немовляти Гавриїла Бєлостоцького.

### Іменини
✙ Православні: Теодор, Григорій, Анастасій, Гавриїл
✝  Католицькі: Агнесса, Чеслав

## Події

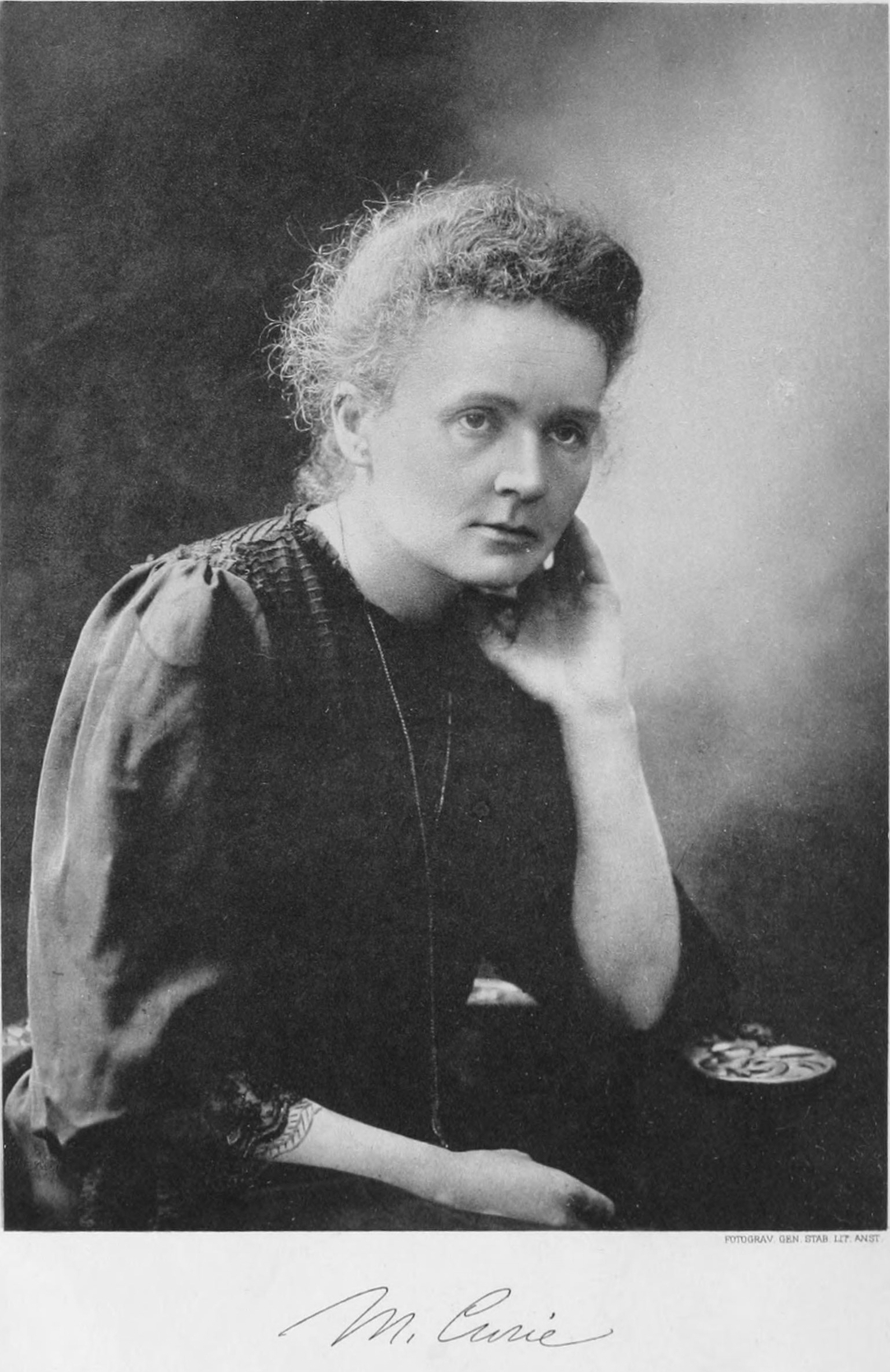
Марія Кюрі

- 1653 — Олівер Кромвель розігнав опозицію в англійському парламенті.
- 1770 — Джеймс Кук відкрив Новий Південний Уельс (Південно-Східна Австралія).
- 1841 — опубліковано перше детективне оповідання Едгара По «Вбивства на вулиці Морг»).
- 1865 — вперше оголошено про появу безпечних сірників.
- 1902 — подружжя Кюрі вперше одержали чистий радій.
- 1918 — Слов'янська група Окремої Запорозької дивізії Армії УНР звільнила від більшовиків місто Слов'янськ на Донеччині.
- 1938 — в УРСР прийнята постанова про обов'язкове вивчення російської мови у всіх школах.
- 1940 — у США продемонстрований перший електронний мікроскоп.
- 1949 — відкрився I Всесвітній конгрес прихильників миру.
- 1959 — у СРСР почалася експлуатація нового пасажирського літака Іл-18.
- 1986 — піаніст Володимир Горовиць уперше за 61 рік приїхав до СРСР.
- 1989 — влада Китаю наказала студентам очистити площу Тяньаньмень у Пекіні.
- 1999 — сталася бійня у школі Колумбайн, штат Колорадо.
- 2000 — у Броварах у житловий будинок влучила тактична ракета, загинули троє людей, п'ятеро були поранені.

## Народились

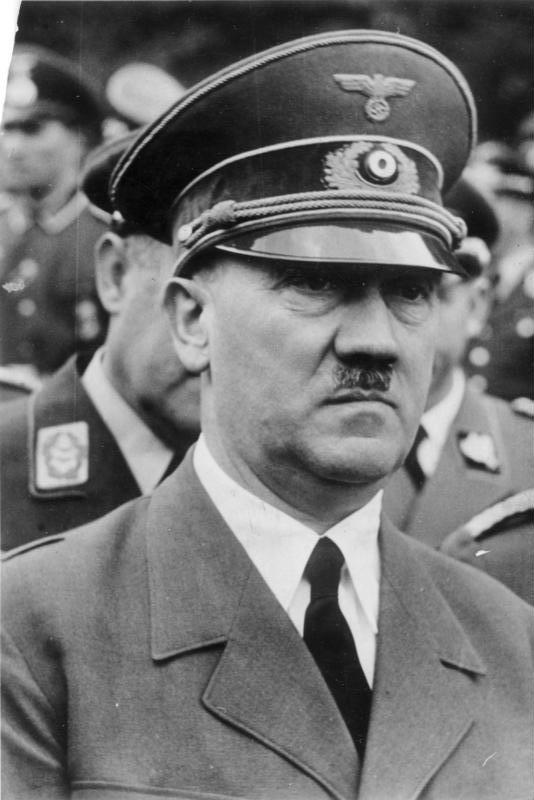
Адольф Гітлер

Дивись також Категорія:Народились 20 квітня
- 1492 — Йоганн Агрікола, німецький проповідник, один з лідерів Реформації, сподвижник Мартіна Лютера.
- 1650 — Феліче Бозеллі, італійський живописець, майстер натюрморту.
- 1745 — Філіпп Пінель, французький лікар, засновник психіатрії.
- 1748 — Георг Міхаель Телеман, німецький композитор і богослов; онук композитора Георга Філіпа Телемана.
- 1808 — Наполеон III, французький імператор (1852–1870).
- 1840 — Оділон Редон, французький художник, графік та художній критик, один із засновників символізму в живописі.
- 1845 — Жозе Марія да Силва Параньюш, барон Ріу-Бранку, дипломат і державний діяч, міністр іноземних справ Бразилії (1902—1912).
- 1889 — Адольф Гітлер, німецький політичний і військовий діяч, очільник Націонал-соціалістичної партії (1921—1945 рр.), канцлер Німеччини (1933—1945)..
- 1893 — Жуан Міро, каталонський художник, скульптор та графік, один з найвідоміших сюрреалістів.
- 1901 — Мішель Леріс, французький письменник.
- 1903 — Ґео Шкурупій, український письменник, представник панфутуризму, жертва сталінського терору
- 1908 — Ірина Беклемішева, українська художниця.
- 1939 — Ганна Світлична, українська поетеса.
- 1964 — Кріспін Гловер, американський актор і режисер.
- 1964 — Енді Серкіс, англійський актор і режисер.
- 1966 — Девід Файло, американський бізнесмен, співзасновник Yahoo!.
- 1970 — Шимар Мур, американський актор.
- 1972 — Кармен Електра, американська модель і акторка.
- 1983 — Міранда Керр, австралійська модель.

## Померли
Дивись також Категорія:Померли 20 квітня
- 1622 — Петро Конашевич-Сагайдачний, український полководець, гетьман реєстрового козацтва, кошовий отаман Запорізької Січі, меценат. Організатор успішних походів запорозьких козаків проти Кримського ханства, Османської імперії та Московського царства.
- 1912 — Брем Стокер, ірландський письменник, автор роману «Дракула».
- 1918 — Карл Фердинанд Браун, німецький фізик, лауреат Нобелівської премії з фізики (1909) (разом з Гульєльмо Марконі) «за видатний внесок у створення бездротової телеграфії».
- 1992 — Джонні Шайнс, американський блюзовий музикант (нар. 1915).
- 2016 — Василь Забашта, український живописець і педагог.